# Anne Lacaton
Anne Lacaton (Saint-Pardoux-la-Rivière, 2 de agosto de 1955) é uma arquiteta  e professora universitária francesa. Junto com Jean-Philippe Vassal fundou o escritório de arquitetura Lacaton & Vassal, que está comprometido com o princípio da conversão antes da demolição. Juntos, foram agraciados com o Prêmio Pritzker de 2021, o maior prêmio de arquitetura.

## Carreira
Anne Lacaton completou seus estudos de arquitetura na École nationale supérieure d'architecture et de paysage de Bordeaux e obteve o título de mestre em planejamento urbano pela Universidade de Bordeaux em 1984.
Em 1987 abriu com Jean-Philippe Vassal, a quem conhece desde os tempos de estudante, um escritório de arquitetura em Paris. Juntos, realizaram mais de 30 projetos na Europa e na África.
Um dos mais famosos é o Palais de Tokyo em Paris, que foi concluído em 2001 e é uma reconstrução sóbria de um edifício Art déco semi-abandonado perto do rio Sena. Outros projetos incluem a École Nationale Supérieure d'Architecture em Nantes, o Grand Parc Bordeaux, o edifício residencial Tour Bois le Prêtre em Paris e o edifício residencial Cap Ferret em Cap Ferret.
Anne Lacaton e seu parceiro Jean-Philippe Vassal são chamados de "pioneiros na construção social e favorável ao clima". “A máxima é: conversão em vez de construção nova. Eles demonstram como torres de habitação social deterioradas da década de 1960 podem ser transformadas em um espaço contemporâneo, luminoso e barato com meios simples, por exemplo, por meio de jardins de inverno frontais.” Em Bordeaux, por exemplo, eles consertaram 530 habitações sociais de acordo com as necessidades dos residentes, pelo que os arquitetos receberam o Prêmio de Arquitetura Contemporânea Mies van der Rohe.

## Prêmios e condecorações
- 2006: Prêmio de Arquitetura Erich Schelling, Alemanha
- 2014: Prêmios Rolf Schock, Categoria Artes Visuais
- 2016: Medalha Heinrich Tessenow, Alemanha
- 2019: Prêmio de Arquitetura Contemporânea Mies van der Rohe[1]
- 2020: Großer BDA-Preis
- 2021: Prêmio Pritzker